# 佩茨湖

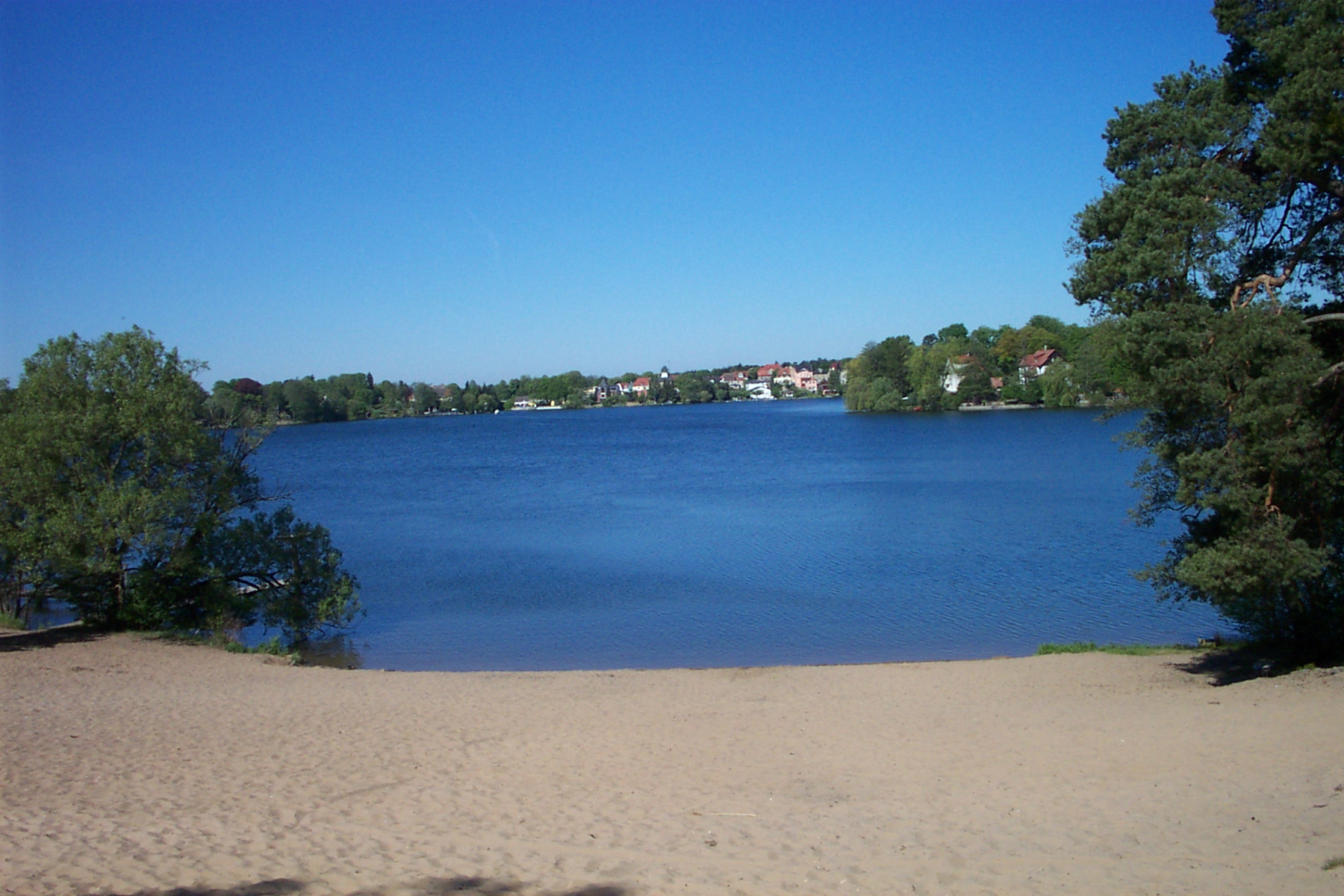

佩茨湖（德語：Peetzsee），是德國的湖泊，位於該國西南部，由勃蘭登堡州負責管轄，處於奧得-施普雷縣，距離首都柏林35公里，長1.7公里，平均水深5米，最大水深19米。